# TomoNews
TomoNews（トモニュース）は、YouTubeやスマートフォン、タブレット向けにニュースを配信しているインターネットニュースサイト。

## 概要
台湾の台北市に本社を置くネクストメディアアニメーションが動画製作している。特徴としては、3Dアニメーションを用いていることが挙げられる。KAI-YOU.netは「映像には、ニュースとして重要な情報はきちんと盛り込まれつつも、ブラックジョークが仕込まれているものが多い」と述べている。また、ニュースの中には、周辺環境や証言などを加えた推測を交えているのもある。
動画は1本90分で製作され、1日に20本配信されている。この速度を可能にするために、台湾のスタジオに約500名の技術スタッフが在籍している。また、アジア、北中米、中東、欧州の言語でも配信している。
YouTube公式チャンネルは2012年12月、トモニュース公式サイトは2013年4月に発足している。配信開始から6ヶ月未満で、再生回数1000万回を突破した。
2025年5月現在、運営会社の日本法人であるNext Animation Studio Japan株式会社が2023年10月に閉鎖したほか、公式サイト・YouTubeチャンネルともにアクセスできない状態が続いている。